# Philenora
Genre
Synonymes
- Scaeodora Meyrick, 1886[1]

Philenora est un genre de lépidoptères (papillons) de la famille des Erebidae et de la sous-famille des Arctiinae. Ses espèces sont originaires d'Océanie et d'Asie de l'Est et du Sud-Est.

## Systématique
Le genre Philenora a été créé en 1885 par Rudolph Rosenstock (d) avec pour espèce type Philenora undulosa.

## Liste des espèces
Selon FUNET Tree of Life (30 octobre 2020) :
- Philenora aroa (Bethune-Baker, 1904)
- Philenora aspectalella (Walker, 1864)
- Philenora cataplex Turner, 1940
- Philenora chionastis (Meyrick, 1886)
- Philenora elegans (Butler, 1877)
- Philenora irregularis (Lucas, 1890)
- Philenora latifasciata Inoue & Kobayashi, 1963
- Philenora lunata (Lucas, 1890)
- Philenora malthaca Turner, 1944
- Philenora micra Bucsek, 2012
- Philenora murina Rothschild, 1916
- Philenora nudaridia Hampson, 1900
- Philenora omophanes (Meyrick, 1886)
- Philenora placochrysa (Turner, 1899)
- Philenora pteridopola Turner, 1922
- Philenora tenuilinea Hampson, 1914
- Philenora undulosa (Walker, 1858) - espèce type
- Philenora ypsilon Rothschild, 1916

## Publication originale
- (en) Rudolph Rosenstock, « XXXIV.—Notes on Australian Lepidoptera, with descriptions of new species », Annals and Magazine of Natural History, Londres, Taylor & Francis, vol. 16, no 95,‎ novembre 1885, p. 376–385 (ISSN 0374-5481, OCLC 1481361, DOI 10.1080/00222938509459894, lire en ligne).